# Скалярний процесор
Скалярний процесор — це простий клас мікропроцесорів. Скалярний процесор обробляє один елемент даних за одну інструкцію (типовими елементами даних можуть бути цілі, або числа з рухомою комою). У векторних процесорах, на відміну від скалярних, одна інструкція працює з декількома елементами даних.